# Лепа Лана
Гордана Адамов (Загреб, 1961), познатија као Лепа Лана, српска је фолк певачица. Хит-песме, које су обележиле њену каријеру су: Не дај срцу да одлута (1983), Позови ме, Причао си да ме волиш (1985), и Хоћу - нећу (1990).

## Биографија
Рођена је 1961. године у Загребу. Била је једна од најпопуларнијих певачица бивше Југославије и пандан Лепој Брени, извођач бројних хитова, а онда се средином деведесетих повукла са јавне сцене. 
Рођена као Гордана Адамов, алиас Лепа Лана, како ју је крстио Милован Илић Минимакс, појавила се на сцени по замисли Милутина Поповића Захара који је тада прекинуо сарадњу са Лепом Бреном. Први албум Ја сам Лана, продат је у више од 700.000 примерака. У то време имала је доста успеха, а појављивала се и на престижним музичким фестивалима народне музике. Последњи албум издаје 1995. године и са супругом се сели у Америку. Данас живи на релацији Кикинда - САД.
2019. године, ипак незаборављена на простору бивше заједничке државе, на фестивалу Филиграни у Скопљу, добија награду за животно дело.

## Дискографија

### Албуми
Студијски
- Ја сам Лана (1983, Југотон)
- Пробуди ме (1984, Југотон)
- Хоћу (1985, Југотон)
- Узећу ти меру (1987, ПГП РТБ)
- Мога срца грешка (1988, ПГП РТБ)
- Лана (1990, ПГП РТБ)
- Лана (1992, ПГП РТБ)
- Љубав је опасна (1995, ПГП РТБ)

Синглови
- Не дај срцу да одлута / Фебруарски рок енд рол (1984)

## Фестивали
- 1984. МЕСАМ - Пробуди ме
- 1985. МЕСАМ - Позови ме
- 1985. Посело 202 - Позови ме, Избор песме године (Песма децембра 1985. године)
- 1987. Хит парада - Баш ми прија
- 1988. Илиџа - После тебе
- 1988. Валандово - Јас те љубам довека
- 1995. Фестивал Тетовски филиграни, Тетово - Станете гости, заиграјте
- 1997. Југословенски фестивал народне музике, Беране - Долазиш ми са кишама
- 2011. Златна тамбурица, Нови Сад - Да ми је
- 2019. Филиграни, Скопље - Не рони солзи